# Toyota FA
Toyota FA/BA — среднетоннажный грузовой автомобиль, представленный компанией Toyota в феврале 1954 года.

## Первое поколение (1954—1969)
Впервые Toyota FA был представлен в феврале 1954 года. Представляют собой модернизацию Toyota BX.
Автомобиль оснащался двигателем F объёмом 3878 см3, мощностью 77 кВт (105 л. с.) при 3000 об/мин. Двигатель Type B выдавал мощность 63 кВт (85 л. с.) при 3000 об/мин. В марте 1954 года начался выпуск 2,5-тонной модификации BC, а в июне 1954 года — FC. Обе модели имеют колёсную базу 3000 мм.
В сентябре 1954 года шасси FA было удлинено и получило индекс FA5. BA и BC были сняты с производства в 1956 году, на смену пришли шасси FA60 и FC60. В январе 1958 года FA60 и FA70 были переименованы в FC60 и FC70. В сентябре 1959 года начался выпуск модификаций FA80 и FA90.
В марте 1957 года был представлен дизельный вариант DA60 с двигателем D объёмом 5890 см3 и мощностью 81 кВт (110 л. с.) при 2600 об/мин. В начале 1958 года DA60 был переименован в DA70. В сентябре 1959 года были представлены варианты DA80 и DA90. 

В конце 1959 года и 1961 годов модельный ряд прошёл рестайлинг. В октябре 1963 года были представлены бескапотные автомобили DC80C и FC100C, которые прошли рестайлинг в сентябре 1966 года. В сентябре 1969 года модели были сняты с производства.
- Toyota BA/FA/DA
- Toyota FA80 (1959—1961)

## Второе поколение (1964—1978)
Второе поколение Toyota FA было представлено в сентябре 1964 года с новой квадратной кабиной с двумя фарами. Колёсные базы были увеличены до 4100—4300 мм. Шасси осталось от предыдущего поколения, но было модифицировано для повышения жёсткости и усиления подвески. Площадь остекления салона была увеличена, а для безопасности установлено округлое рулевое колесо.
В марте 1974 года FC100 был снят с производства, а остальные модели пережили рестайлинг. Производство второго поколения DA / FA в Японии было завершено в 1978 году.
До 1986 года автомобили делали в Индонезии, а до 2001 года — в ЮАР.